# Artibeus planirostris
Artibeus planirostris е вид бозайник от семейство Американски листоноси прилепи (Phyllostomidae).

## Разпространение и местообитание
Видът е разпространен в голяма част от Северна и Централна Южна Америка на изток от Андите. Обитава редица планински и равнинни тропически гори на надморска височина от морското равнище до 2000 метра.